# Aranka Binder
Aranka Binder (cyr. Аранка Биндер, ur. 19 czerwca 1966) – serbska strzelczyni sportowa. Brązowa medalistka olimpijska z Barcelony.
Specjalizowała się w strzelaniu karabinowym. Zawody w 1992 były jej pierwszymi igrzyskami olimpijskimi. Sięgnęła po medal w karabinie pneumatycznym na dystansie 10 m. Startowała wówczas jako niezależna olimpijka. W kolejnych dwóch igrzyskach (IO 96, IO 00) brała udział jako reprezentantka Federalnej Republiki Jugosławii.